# Tritonia festiva
Tritonia festiva är en snäckart som först beskrevs av Robert Edwards Carter Stearns 1873.  Tritonia festiva ingår i släktet Tritonia och familjen Tritoniidae. Inga underarter finns listade i Catalogue of Life.